# Panglong-Vereinbarung

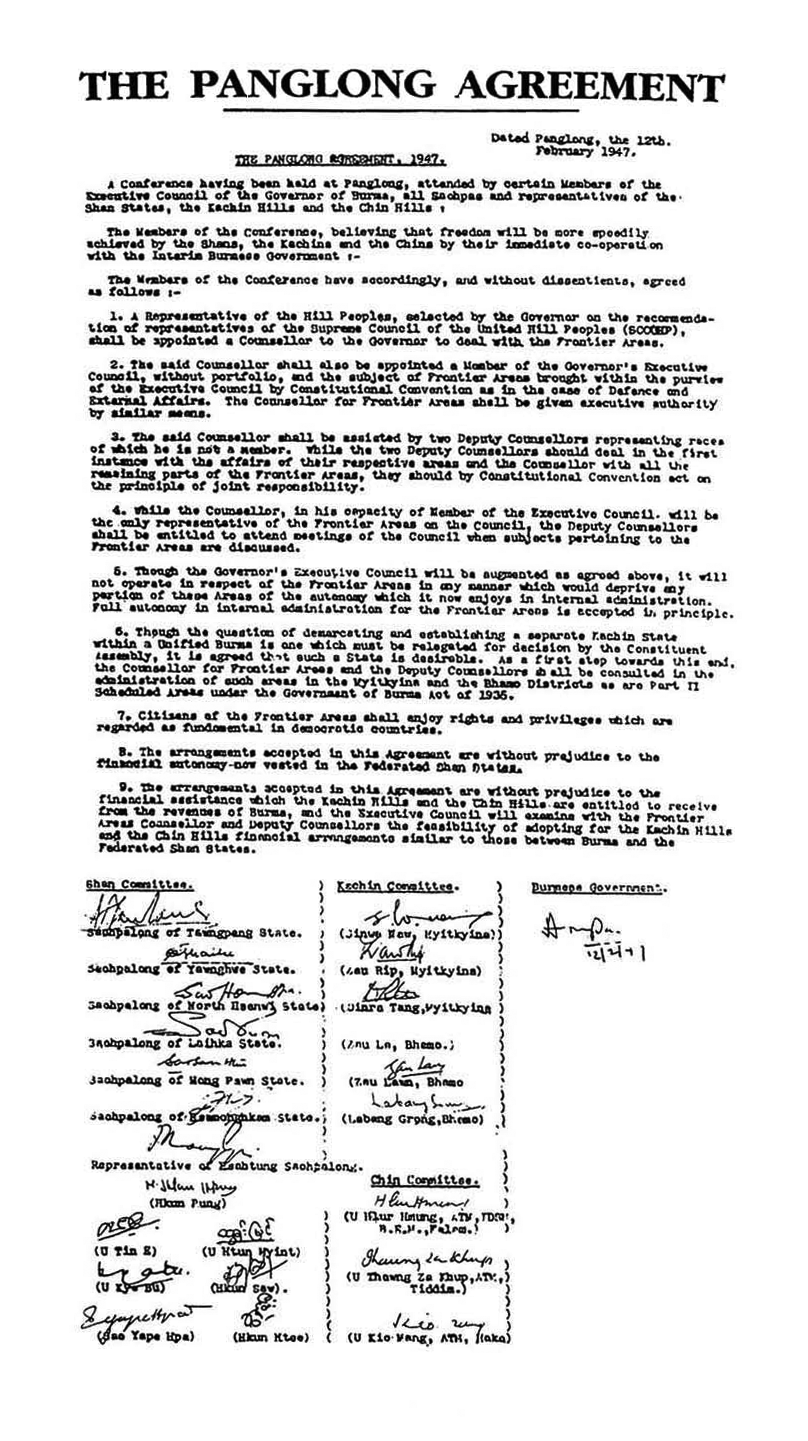
Panglong Agreement

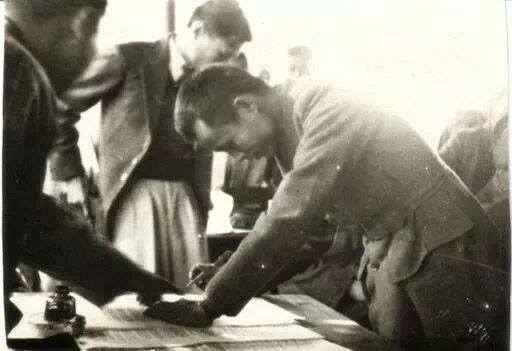
General Aung San, der Interim-Premierminister von Burma, bei der Unterzeichnung der Vereinbarung

Die Panglong-Vereinbarung (Englisch: Panglong Agreement, Shan လိၵ်ႈႁူမ်ႈမၢႆပၢင်လူင် lik hom mai bang long, Burmesisch: ပင်လုံစာချုပ်) wurde am 12. Februar 1947 zwischen dem sich im Entstehen befindenden Bundesstaat Burma, heute Myanmar, und Repräsentanten der Shan-, Kayin- und Chin-Minderheiten geschlossen. Die Vereinbarung wurde während der Panglong-Konferenz in der Ortschaft Panglong Shan: ပၢင်လူင် im südlichen Shan-Staat unterzeichnet. Die Vereinbarung regelte die Beziehungen zwischen dem zukünftigen Zentralstaat und den ethischen Minderheiten der Shan, Kayin und Chin in der Britischen Kolonie Burma. Unterzeichnet wurde die Vereinbarung von Aung San, dem Oberkommandierenden der Burma Independence Army für die zukünftige Zentralregierung und Vertretern der Vereinigten Shan-Staaten, der Kayin und der Chin.

## Inhalt
Die Vereinbarung sah eine weitgehende Autonomie der Shan-Fürstentümer und der Kayin- und Chin-Bevölkerungsgruppen im zukünftigen Bundesstaat Burma vor. Auch die finanzielle Unabhängigkeit der entstehenden Shan-, Kayin- und Chin-Staaten wurde vereinbart.

## Konsequenzen
Die Unterzeichnung der Vereinbarung wird jedes Jahr am 12. Februar mit dem Union Day gefeiert. Die Vereinbarung wurde nie vollkommen umgesetzt. In der Panglong-Konferenz wurde festgehalten, dass die Shan-Staaten nach zehn Jahren das Recht hatten, die Vereinbarung zu widerrufen. Dies war die Voraussetzung, dass die Shan-Staaten der Burmesischen Union beitraten. Alle Unterzeichner setzten sich für die Unabhängigkeit der britischen Kolonie Burma ein. Nach der zehnjährigen Frist setzten sich viele Shan, Kayin und Chin für die Unabhängigkeit ihrer Gebiete vom Zentralstaat ein. Es entstanden bewaffnete Organisationen (Englisch: Etnic Armed Organisations, kurz EAO), welche teilweise bis heute für die Unabhängigkeit ihrer Gebiete von Myanmar kämpfen. Die EAOs berufen sich auf die Panglong-Konferenz und die Panglong-Vereinbarung, um ihren bewaffneten Kampf zu rechtfertigen. Auch die Karen und Karenni berufen sich auf diese Konferenz und die Vereinbarung, obwohl sie keine Repräsentanten zu der Konferenz geschickt hatten. Besonders die Karen erwarteten eine völlige Unabhängigkeit ihres Gebietes von der Britischen Krone und wollten kein Bestandteil des zukünftigen Burma sein. Führer der Karen argumentieren, dass die Vereinbarung nicht von speziellen Minderheiten sprach, sondern von der Autonomie der Grenzregionen. Der Interim-Premierminister hätte die Autonomie aller Grenzgebiete unterzeichnet. Die Karen hätten Ministerposten in der Übergangsregierung gehalten und deswegen sei eine Unterschrift der Karen-Führer nicht notwendig gewesen.